# 13-й армейский корпус (Российская империя)
13-й армейский корпус, XIII армейский корпус — соединение (армейский корпус) Русской императорской армии.

## Формирование
Армейский корпус сформирован 19 февраля 1877 года в составе 1-й и 35-й пехотных и 13-й кавалерийской дивизий. Первый командир корпуса — генерал-лейтенант Ган, начальник штаба — полковник Ильяшевич. До начала Первой мировой войны входил в Московский военный округ.

## Состав

### Первоначальный состав корпуса
- 1-я пехотная дивизия
- 35-я пехотная дивизия
- 13-я кавалерийская дивизия

К корпусу прикомандированы артиллерийские парки:
- 17-е кавалерийское отделение летучего парка
- При 1-й пехотной дивизии:
  - 23-й летучий
  - 23-й подвижный

В ходе Балканской кампании 1877—1878 годов в связи с отставанием на марше 13-й кавалерийской дивизии, к корпусу были прикомандирована 8-я кавалерийская дивизия.

### Состав на 18.07.1914
- 1-я пехотная дивизия
- 36-я пехотная дивизия
- 2-я отдельная кавалерийская бригада
- 13-й мортирно-артиллерийский дивизион
- 5-й тяжёлый артиллерийский дивизион
- 13-й сапёрный батальон

## Боевой путь

### XIII-й корпус в сражениях в Восточной Пруссии в 1914—1915 гг.
10 (23) августа 1914 года командующий 2-й армией генерал Самсонов запросил у Главнокомандующего войсками Северо-Западного фронта генерала Жилинского разрешения наступать на фронт Алленштайн — Остероде, то есть на северо-запад. Прежняя директива предписывала наступать на фронт Растенбург — Зеебург. Наступление на фронт Алленштайн — Остероде являлось менее рискованным, чем движение прямо на север. Армия сохраняла возможность повернуть на запад в случае наступления немцев с фронта Гильгенбург — Лаутенбург. К вечеру 12 (25) августа XIII корпус находился в районе Куркена. Левофланговый I-й русский армейский корпус находился в районе Уздау, а правофланговый — VI армейский корпус в районе Бишофсбурга. Благодаря необдуманным директивам генерала Жилинского и действиям генерала Самсонова, вместо сосредоточения, 2-я русская армия была разведена «веером» на фронте в 120 вёрст. Вечером того же дня, Гинденбург отдал приказ о наступлении 8-й германской армии 13 (26) августа по всей линии фронта (Битва при Танненберге):

8-я германская армия подводилась к полю сражения в двух группах: южная — силой 8 с половиной пехотных дивизий направлялась для удара в левый фланг и тыл армии Самсонова, северная — 4 с половиной пехотных дивизий направлялась на Бишофсбург для нанесения отдельного поражения изолированному VI русскому корпусу.
12 (25) августа в результате разведки были получены точные данные о наращивании сил неприятеля в районе Гильгенбурга — Лаутенбурга с целью нанесения главного удара левому флангу 2-й русской армии. Самсонов «переживает тяжёлые колебания»: стало очевидной необходимость немедленного поворота фронта 2-й русской армии на запад для атаки противника, угрожающему левому флангу армии. Командиры XV и XIII корпусов 2-й русской армии ожидали данного приказа. Командующий XIII корпусом генерал Клюев направил Самсонову донесение, что корпуса идут в приготовленную ловушку и создавшаяся обстановка сильно напоминает результат «последней военной игры немецкого Генерального штаба». Командующий войсками Северо-Западного фронта генерал Жилинский «решительно не согласился с доложенными, специально командированным генерал-квартирмейстером 2-й армии Филимоновым, ему соображениями и требовал немедленного продолжения наступления вглубь Восточной Пруссии. При этом свою беседу, проведённую очень резким тоном, он закончил так: видеть противника там, где его нет — трусость, а трусить я не позволю генералу Самсонову и требую от него продолжения наступления». В итоге, Самсонов принимает «странное решение» и направляет XV и XIII корпуса для захвата Алленштайна. Приказ «уклоняет операционную линию армии к востоку по сравнению с направлением на Алленштайн — Остероде». До часу дня 13 (26) августа генерал Клюев ожидал отмены приказа. Однако, генерал Самсонов, следуя «жёсткой» директиве Жилинского, подтверждает приказ. XIII русский корпус двумя колоннами двинулся к Алленштайну. Во время марша "была слышна сильная канонада в районе Хохенштейна: командир XV-го корпуса генерал Мартос решил не наступать на север, а разбить противника, расположенного на рубеже реки Древенц. Осуществляя замысел, генерал Мартос развернул корпус на запад. Генерал Клюев не решился самовольно развернуть корпус для оказания содействия. Вечером 13 (26) августа он запрашивает штаб 2-й русской армии о необходимости оказания срочной помощи XV корпусу. Одновременно, генерал Мартос 14 (27) августа послал телефонограмму начальнику штаба 2-й русской армии генералу Постовскому, в которой просил прекратить движение XIII русского корпуса к Алленштайну и присоединить последний к XV корпусу. Для оказания помощи XV корпусу штаб 2-й армии выделил из состава XIII корпуса 2-ю бригаду 1-й пехотной дивизии с артиллерией. Во второй половине дня 14 (27) августа Алленштайн был занят частями XIII корпуса без боя. Тем временем, утром 14 (27) августа XV русский корпус перешёл в наступление:
 XV корпус дрался теперь фронтом на запад между Дребниц Drwęck и Мюлен Mielno, Warmian-Masurian Voivodeship. Противник оказывал упорное сопротивление. Прибывшая после полудня от Стабиготена Stawiguda бригада XIII-го корпуса была направлена от Хохенштейна на Дребниц с задачей охватить с севера левый фланг противника. Около 4-х часов дня командир корпуса отдал приказ об общей атаке. Части XV-го корпуса, неся большие потери, перешли на всём фронте в энергичное наступление. Около 7-ми часов вечера русским удаётся временно захватить в свои руки сильно укреплённый Мюлен.
Посланная на помощь, бригада XIII-го корпуса с 3 батареями к западу от Хохенштейна попала в «клещи» между двумя германскими дивизиями: глубоко охваченная неприятелем с правого фланга, в течение нескольких часов упорно дралась с во много раз превосходящим противником в исключительно тяжёлых тактических условиях под сильнейшим артиллерийском огнём. Не выдержав артиллерийского огня 13 германских батарей и напора противника, бригада начала отход, который вылился в беспорядочное отступление, . Вечером 14 (27) августа штабом XIII корпуса был получен приказ по армии о подчинении XIII корпуса командиру XV корпуса. Клюеву было приказано срочно направить, весь корпус для удара в левый фланг противника. Утром 15 (28) августа корпус одной колонной двинулся в сторону Хохенштейна. Авангард XIII корпуса у Грислинена Gryźliny, Olsztyn County вступил бой с немцами. Генерал Клюев отдал приказ о развертывании корпуса. Замыкавший колонну 143 пехотный Дорогобужский полк 36-й пехотной дивизии у Даретена Dorotowo (Stawiguda) подвергся нападению частей 1-го резервного немецкого корпуса, подошедших от Алленштайна. В неполном составе полк оказал упорнейшее сопротивление:
 три раза они доводили дело до штыкового удара, понесли большие потери, потеряли командира полка, погибшего во время одной из атак, но дело сделали. Противник получил такой отпор, что в этот день на дальнейшие атаки не решился.
Геройские действия полка помогли частям XIII корпуса продвинуться вперёд у Грислинена, овладеть лесом и протянуть свой левый фланг южнее Хохенштайна, стремясь войти в соприкосновение с XV русским корпусом. Военный историк Головин Н. Н. в своих исследованиях отмечает, что «задуманного штабом 8-й немецкой армии окружения русских в районе Хохенштайна совершенно не вышло». Доблесть русских войск и искусство строевых начальников, генерала Мартоса, делают всё, чтобы отсрочить катастрофу и дать шанс командованию войсками Северо-Западного фронта оказать немедленную помощь центральным корпусам 2-й русской армии. Однако, Главнокомандующий войсками Северо-Западного фронта генерал Жилинский пребывал в «олимпийском спокойствии», медлил с принятием каких-либо решений. Попытки пробиться частям XIII корпуса в направлении XV корпуса не дали результата. Подтянув резервы (1-й резервный немецкий корпус), немцы усилили давление. XV корпус генерала Мартоса, несмотря на ряд одержанных блистательных побед (разбита 41-я немецкая пехотная дивизия — битва при Ваплиц Gefecht von Waplitz), вынужден был отойти в направлении на Нейденбург. К ночи 15 (28) августа XIII-й корпус оказался в «мешке»: «с северо-запада, с севера и с северо-востока был противник, с юга — озёра. Выходы из мешка шли: восточный - мимо противника со стороны Алленштейна; западный — мимо противника у Хохенштейна». Генерал Клюев принял решение пробиваться через дефиле у Шведриха Swaderki в направлении на Куркен Kurki, Olsztyn County. Корпус «быстро собрался и ночью в полной тишине начал движение» южнее Мёркена. Каширский 144-й пехотный полк прикрывал движение корпуса. В темноте головные части благополучно прошли Меркен. Однако, с рассветом немцы обнаружили движение колонны. Частям, «не прошедшим Меркен, было послано приказание свернуть, не доходя Меркена, пройти вдоль оврага прямо к переправе». Русские части заняли позицию «на высотах севернее перешейка» и открыли огонь. На арьергардный 144 полк всё сильнее оказывалось давление неприятеля. Войска медленно двигались по узкому перешейку. Положение становилось критическим.
 Доблестный командир Каширского полка, георгиевский кавалер, полковник Каховский проявлял беспредельную энергию, чтобы выиграть время, необходимое корпусу для прохода узины. Окружённый с 3-х сторон он, не видя другого исхода, схватил знамя и во главе полка пошёл в атаку. Ценою гибели полка и его командира большая часть корпуса прошла перешеек…
Достигнув Куркен, командир XIII-го корпуса получил приказ по армии «форсированным маршем идти на Мушакен с целью к рассвету 17 (30) августа занять позицию фронтом на Нейденбург». В полной темноте части корпуса втянулись в Комузинский лес.
 Головные части колонны появились на опушке поляны, их встретил луч прожектора, а затем несколько очередей на картечь. Колонна остановилась, произошло замешательство; но вскоре части оправились. По частному почину бывших здесь офицеров выкатили без шума 2 орудия на шоссе, два других поставили в соседнюю просеку, рассыпали по обеим сторонам шоссе пехоту, затем подняли шум, и, когда вновь заблистал луч прожектора, встретили его ураганным огнём, а затем дружно перешли в атаку. Немцы поспешно бежали, оставив раненых, убитых.
Утром 17 (30) августа XIII корпус двинулся тремя колоннами: правая — на Мушакен, средняя — на Садек, левая — на Валендорф Wały (powiat nidzicki). Корпус ждал встречных действий командующего войсками Северо-Западного фронта по деблокированию. Не видя помощи, деморализованные, голодные, измученные бесконечными перемещениями части корпуса стали сдаваться в плен. Первая погибла колонна следовавшая на Садек. Был пленён командир XIII корпуса генерал Клюев. Левая колонна также погибла. Правой колонне удалось небольшими группами просочиться через немцев. На данном направлении противник был встревожен известием о движении русских со стороны Млавы. Медлительность командующего генерала Жилинского привела к тому, что только вечером 16 (29) августа из Млавы для спасения центральных корпусов 2-й армии в направлении к Нейденбургу выступил сборный отряд под общим командованием генерала Сирелиуса (назначен командиром I-го русского корпуса) в составе двух полков 3-й гвардейской дивизии и 7-ми батальонов 6-ю батареями. Кроме этого, отряду была придана бригада 6-й кавалерийской дивизии. Днём 17 (30) августа войска генерала Сирелиуса заняли Нейденбург.
 Если бы наступление на Нейденбург отряда генерала Сирелиуса совершилось бы утром предыдущего дня (16 [29] августа), оно совпало бы с боем частей XV-го корпуса и 2-й пехотной дивизии у Грюнфлиса Napiwoda и Лана Łyna (Ort). Несомненно, результатом было бы спасение частей генерала Мартоса и генерала Клюева, а, может быть, и окружение частей I-го германского корпуса, торопливо продвинувшихся по шоссе Нейденбург-Мушакен Muszaki-Вилленберг.
В то же время Великий князь Николай Николаевич, обладавший стальной волей и полководческим даром, назначенный Царём на должность Верховного Главнокомандующего Русской Армии, был фактически (до 16 [29] августа) устранён от вмешательства в действия Жилинского. Новое Положение «О полевом управлении войск», написанное с учётом вступления Царя в должность Верховного Главнокомандующего, вносило существенные ограничения на деятельность последнего: Главнокомандующий попадал в «зависимость от Военного министра Сухомлинова и командующих фронтами».
Корпус участвовал в Летнем наступлении 1917 года

## Командование корпуса

### Командиры
(Командующий в дореволюционной терминологии означал временно исполняющего обязанности начальника или командира).
- 19.02.1877 — 15.09.1877 — генерал-лейтенант Ган, Александр Фёдорович
- хх.хх.1877 — хх.хх.1878 — временно исполняющий (исправляющий) должность генерал-адъютант генерал-лейтенант князь Дондуков-Корсаков, Александр Михайлович
- 02.03.1878 — 09.04.1889 — генерал-адъютант генерал-лейтенант (30.08.1885 генерал от кавалерии) Манзей, Константин Николаевич
- 09.04.1889 — 09.10.1890 — генерал-лейтенант граф Татищев, Иван Дмитриевич
- 24.10.1890 — 03.07.1894 — генерал-лейтенант Игельстром, Генрих Густавович
- 09.08.1894 — 20.03.1897 — генерал-лейтенант Разгильдеев, Пётр Анемподистович
- 27.03.1897 — 21.06.1905 — генерал-лейтенант (с 06.12.1899 генерал от кавалерии) Ребиндер, Александр Максимович
- 04.07.1905 — 18.03.1906 — генерал-лейтенант Плеве, Павел Адамович
- 18.03.1906 — 21.05.1908 — генерал-лейтенант (с 13.04.1908 генерал от артиллерии) Ланге, Павел Карлович
- 21.05.1908 — 19.06.1912 — генерал-лейтенант (с 10.04.1911 генерал от инфантерии) Эверт, Алексей Ермолаевич
- 12.07.1912 — 19.07.1914 — генерал-лейтенант Алексеев, Михаил Васильевич
- 19.07.1914 — 17.08.1914[35] — командующий генерал-лейтенант Клюев, Николай Алексеевич
- 26.01.1916 — 09.09.1917 — генерал-лейтенант Кузнецов, Поликарп Алексеевич
- 09.09.1917 — 07.10.1917 — командующий генерал-майор Аджиев, Павел Павлович
- 07.10.1917 — хх.хх.хххх — генерал-майор (с 12.10.1917 генерал-лейтенант) Сымон, Антон Петрович

### Начальники штаба
- 24.02.1877 — 08.09.1877 — полковник Ильяшевич, Лука Иванович
- 08.09.1877 — 19.10.1886 — генерал-майор Дукмасов, Павел Григорьевич
- 26.10.1886 — 14.06.1887 — генерал-майор фон дер Лауниц, Михаил Васильевич
- 01.07.1887 — 17.03.1891 — генерал-майор князь Кантакузин, Михаил Алексеевич
- 16.04.1891 — 13.01.1892 — генерал-майор Якубовский, Иван Иосифович
- 27.01.1892 — 08.06.1893 — генерал-майор Свечин, Андрей Михайлович
- 06.07.1893 — 16.01.1895 — генерал-майор Драке, Людвиг Людвигович
- 31.07.1895 — 04.05.1903 — генерал-майор Биргер, Александр Карлович
- 16.06.1903 — 02.07.1910 — генерал-майор Угрюмов, Андрей Александрович
- 11.07.1910 — 17.08.1914[36] — генерал-майор Пестич, Евгений Филимонович
- 19.11.1914 — 24.12.1914 — генерал-майор Карцов, Евгений Петрович
- 03.02.1916 — 23.06.1916[37] — генерал-майор Воронецкий, Владимир Владимирович
- 12.07.1916 — 23.10.1916 — генерал-майор Романовский, Георгий Дмитриевич
- 06.11.1916 — 29.01.1917 — генерал-майор Попов, Виктор Лукич
- 01.02.1917 — 19.04.1917 — генерал-майор Тихменёв, Юрий Михайлович
- 19.04.1917 — 18.05.1917 — генерал-майор Беляев, Николай Семёнович
- 04.06.1917 — хх.хх.хххх — полковник Дымман, Константин Лаврентьевич